# Абрамович, Дмитрий Иванович
Дми́трий Ива́нович Абрамо́вич (26 июля [7 августа] 1873, м. Гулевичи, Волынская губерния — 4 марта 1955, Вильнюс) — историк русской литературы, филолог-славист и палеограф, источниковед.

## Биография
Родился в м. Гулевичи Волынской губернии в семье священника. Учился в Волынской духовной семинарии (1893).
Воспитанник Санкт-Петербургской духовной академии, в которой позже (с 1898 года) в должности доцента занимал кафедру русского и церковнославянского языков и истории русской литературы. Руководителем научной деятельности Абрамовича был А. А. Шахматов.
В 1909 году оставил кафедру из-за «неблагонадёжности», выразившейся в преподавании новой русской литературы. В 1909—1919 годах преподавал историю русской литературы и языка, церковнославянский язык и палеографию на Высших женских курсах, Высших педагогических курсах Общества экспериментальной педагогики и др. Кавалер орденов Св. Анны и Св. Станислава 2-й и 3-й степени. В 1910—1927 гг. — сотрудник Рукописного отделения Публичной библиотеки в Петербурге.
С 1921 года — член-корреспондент АН РСФСР, затем СССР.
В 1927 году был арестован ОГПУ по обвинению в принадлежности к подпольной контрреволюционной монархической организации (видимо, не ранее мая месяца), находясь в должности главного библиотекаря Публичной библиотеки (Ленинград), заведующим её 1-м отделением (филиалом) — библиотекой бывшей Санкт-Петербургской духовной академии. В Соловецкий лагерь особого назначения прибыл, возможно, до начала навигации 1928 года. В заключении составлял описание местного монастырского кладбища. Пробыл в заключении 5 лет.
В 1939—1941 гг. преподавал в Смоленском педагогическом институте. После войны — профессор, преподаватель истории русского литературного языка в Вильнюсском университете. Принимал участие в подготовке «Словаря древнерусского языка XI—XVII вв.»

## Основные сочинения
- Исследование о Киево-Печерском Патерике, как историко-литературном памятнике (магист. диссерт., СПб., 1902);
- К вопросу об источниках Несторова «Жития преподобного Феодосия Печерского» («Изв. II отд. Ак. Наук», т. III),
- «Несколько слов в дополнение к исследованиям А. А. Шахматова о Киево-Печерском Патерике» (ibid.)
- «Пушкин пред судом современников и потомства» («Христианское чтение», 1899, авг.);
- «Памяти Аполлона Майкова» («Христианское чтение», 1900, август);
- Памятники языка и письма и древности южных и западных славян на XI Археологическом съезде в Киеве. — [Санкт-Петербург]: тип. Имп. Акад. наук, [1900]. — 15 с.
- «Гоголь в русской критике» («Христианское чтение», 1902, май);
- «Памятники языка и письма и археографические на XII археол. съезде в г. Харькове» («Христианское чтение», 1903, январь);
- «К вопросу об объёме и характере литературной деятельности Нестора Летописца» (II т. «Трудов» XI археологич. съезда);
- «О рукописных и старопечатных собраниях Волынской губернии» («Отчёт II Отд. Имп. Акад. Наук» за 1902 г.);
- «Описание рукописей Софийской библиотеки» (вып. I — 1905, II — 1907, III — 1910);
- Каталог собрания рукописей профессора И. В. Помяловского…. — СПб.: тип. В. Ф. Киршбаума, 1914. — [2], 180 с.
- «Киево-Печерский Патерик» («Памятник слав. рус. письм.», изд. Им. Арх. Ком.),
- «Сказание о святых Борисе и Глебе» («Памятники русской литературы», изд. отд. рус. яз. и слов. Имп. Ак. Наук).

Кроме этого, опубликовал ряд исследований и рецензий в «Известиях II отд. Имп. Ак. Наук», «Живой старине», «Христианском Чтении», «Большой Энциклопедии», редактировал собрание сочинений М. Ю. Лермонтова для «Академической библиотеки русских писателей».
Всего Абрамовичу принадлежат более 200 статей, исследований, курсов лекций и заметок.